# (15897) Beňačková
15897 Benackova (1997 PD3) – planetoida z grupy pasa głównego asteroid okrążająca Słońce w ciągu 3,15 lat w średniej odległości 2,15 j.a. Odkryta 10 sierpnia 1997 roku.